# Károly Csapó
Károly Csapó (Agyagosszergeny, 23 de fevereiro de 1952) é um ex-futebolista profissional húngaro que atuava como meia.

## Carreira
Károly Csapó fez parte do elenco da Seleção Húngara de Futebol, da Copa de 1978 e 1982.